# Evezés az 1924. évi nyári olimpiai játékokon
Az 1924. évi nyári olimpiai játékokon az evezésben hét versenyszámban osztottak érmeket.

## Éremtáblázat
(A rendező ország csapata eltérő háttérszínnel, az egyes számoszlopok legmagasabb értéke, vagy értékei vastagítással kiemelve.)
| Az 1924. évi nyári olimpiai játékok éremtáblázata evezésben | Az 1924. évi nyári olimpiai játékok éremtáblázata evezésben | Az 1924. évi nyári olimpiai játékok éremtáblázata evezésben | Az 1924. évi nyári olimpiai játékok éremtáblázata evezésben | Az 1924. évi nyári olimpiai játékok éremtáblázata evezésben | Olimpia  |
| ----------------------------------------------------------- | ----------------------------------------------------------- | ----------------------------------------------------------- | ----------------------------------------------------------- | ----------------------------------------------------------- | -------- |
|                                                             | Ország                                                      | Arany                                                       | Ezüst                                                       | Bronz                                                       | Összesen |
| 1.                                                          | Egyesült Államok (USA)                                      | 2                                                           | 1                                                           | 2                                                           | 5        |
| 2.                                                          | Svájc (SUI)                                                 | 2                                                           | 0                                                           | 3                                                           | 5        |
| 3.                                                          | Nagy-Britannia (GBR)                                        | 2                                                           | 0                                                           | 0                                                           | 2        |
| 4.                                                          | Hollandia (NED)                                             | 1                                                           | 0                                                           | 0                                                           | 1        |
|                                                             |                                                             |                                                             |                                                             |                                                             |          |
| 5.                                                          | Franciaország (FRA)                                         | 0                                                           | 3                                                           | 0                                                           | 3        |
| 6.                                                          | Kanada (CAN)                                                | 0                                                           | 2                                                           | 0                                                           | 2        |
| 7.                                                          | Olaszország (ITA)                                           | 0                                                           | 1                                                           | 1                                                           | 2        |
|                                                             |                                                             |                                                             |                                                             |                                                             |          |
| Összesen                                                    | Összesen                                                    | 7                                                           | 7                                                           | 7                                                           | 21       |

## Érmesek
| Az 1924. évi nyári olimpiai játékok érmesei evezésben | | | |
| Versenyszám                                           | Arany | Ezüst | Bronz |
| Egypárevezős                                          | Jack Beresford · Nagy-Britannia (GBR) | William Gilmore · Egyesült Államok (USA) | Josef Schneider · Svájc (SUI) |
| Kétpárevezős                                          | Egyesült Államok (USA) · Paul Costello · John B. Kelly, Sr. | Franciaország (FRA) · Marc Detton · Jean-Pierre Stock | Svájc (SUI) · Rudolf Bosshard · Heinrich Thoma |
| Kormányos nélküli kettes                              | Hollandia (NED) · Teun Beijnen · Willy Rösingh | Franciaország (FRA) · Maurice Bouton · Georges Piot | Nem adták ki. |
| Kormányos kettes                                      | Svájc (SUI) · Edouard Candeveau · Alfred Felber · Emile Lachapelle | Olaszország (ITA) · Ercole Olgeni · Giovanni Scatturin · Gino Sopracordevole                                                                                                | Egyesült Államok (USA) · Leon Butler · Harold Wilson · Edward Jennings |
| Kormányos nélküli négyes                              | Nagy-Britannia (GBR) · Maxwell Eley · James MacNabb · Robert Morrison · Terence Sanders | Kanada (CAN) · Archibald Black · George MacKay · Colin Finlayson · William Wood                                                                                             | Svájc (SUI) · Emile Albrecht · Alfred Probst · Eugen Sigg · Hans Walter |
| Kormányos négyes                                      | Svájc (SUI) · Emile Albrecht · Alfred Probst · Eugen Sigg · Hans Walter · Walter Lossli | Franciaország (FRA) · Eugène Constant · Louis Gressier · Georges Lecointe · Raymond Talleux · Ernest Barberolle                                                             | Egyesült Államok (USA) · Robert Gerhardt · Sidney Jelinek · Edward Mitchell · Henry Welsford · John Kennedy                                                                                    |
| Nyolcas                                               | Egyesült Államok (USA) · Leonard Carpenter · Howard Kingsbury · Alfred Lindley · John Miller · James Stillman Rockefeller · Frederick Sheffield · Benjamin Spock · Alfred Wilson · Laurence Stoddard | Kanada (CAN) · Arthur Bell · Robert Hunter · William Langford · Harold Little · John Smith (evezős, 1899) · Warren Snyder · Norman Taylor · William Wallace · Ivor Campbell | Olaszország (ITA) · Antonio Cattalinich · Francesco Cattalinich · Simeone Cattalinich · Giuseppe Crivelli · Latino Galasso · Pietro Ivanov · Bruno Sorich · Carlo Toniatti · Vittorio Gliubich |